# Pośrednia Walowa Turnia
Pośrednia Walowa Turnia (niem. Mittlerer Wala-Turm, słow. Prostredná Valova veža, węg. Középső-Wala-torony) – jedna z wielu turni w Grani Hrubego w słowackiej części Tatr Wysokich. Jest położona między Zadnią Walową Ławką na południowym wschodzie, oddzielającą ją od Zadniej Walowej Turni, a Pośrednią Walową Ławką na północnym zachodzie, która oddziela ją od Skrajnej Walowej Turni. Jest szóstą turnią w grani od strony Hrubego Wierchu, środkową z trzech Walowych Turni. Po północno-wschodniej, opadającej do Doliny Hlińskiej stronie, wraz ze Skrajną Walową Turnią tworzy jedną ścianę, od sąsiednich turni w masywie oddzieloną głębokimi i wybitnymi żlebami (miejscami przechodzącymi w kominy). Po prawej stronie (patrząc od dołu) jest to żleb spadający ze Skrajnej Walowej Ławki i uchodzący do Żlebu Grosza, po lewej żleb spadający z Zadniej Walowej Ławki. Po południowo-zachodniej stronie (dolina Niewcyrka), turnie te również tworzą wspólną ścianę, ale w górnej części rozdzieloną płytką i mało stromą depresją, która niżej zanika w urwisku.

## Taternictwo
Nazwa turni upamiętnia Jędrzeja Walę starszego – przewodnika zasłużonego dla poznania masywu Hrubego Wierchu. Nadał ją Witold Henryk Paryski w 8 tomie przewodnika wspinaczkowego. Obecnie dla taterników turnia dostępna jest tylko z grani lub od strony północnej (Niewcyrka jest obszarem ochrony ścisłej z zakazem wstępu).
Drogi wspinaczkowe
1. Południowo-zachodnią ścianą; V+, 3 godz.
2. Północno-wschodnią ścianą; II[4].

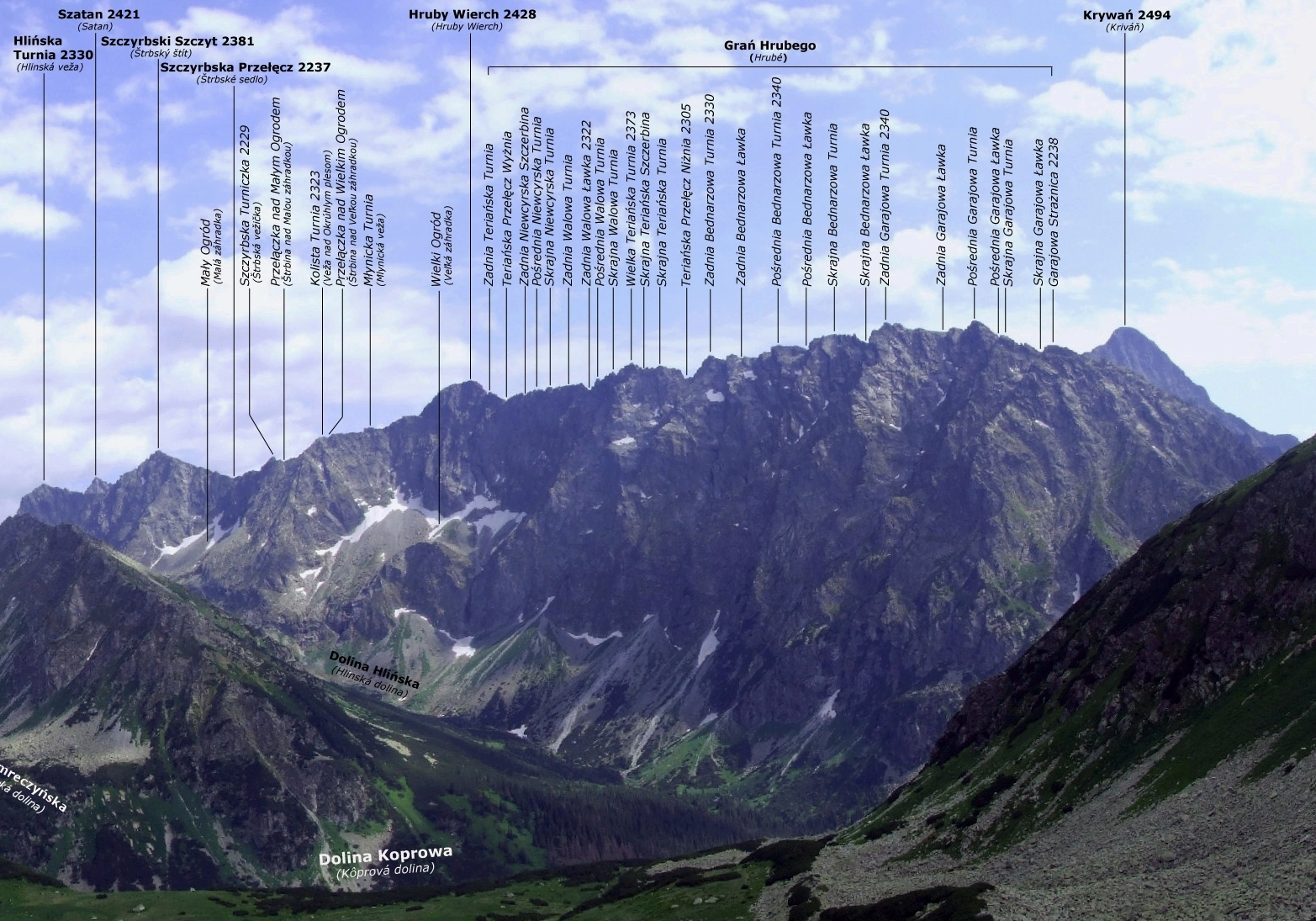
Widok z Zaworów
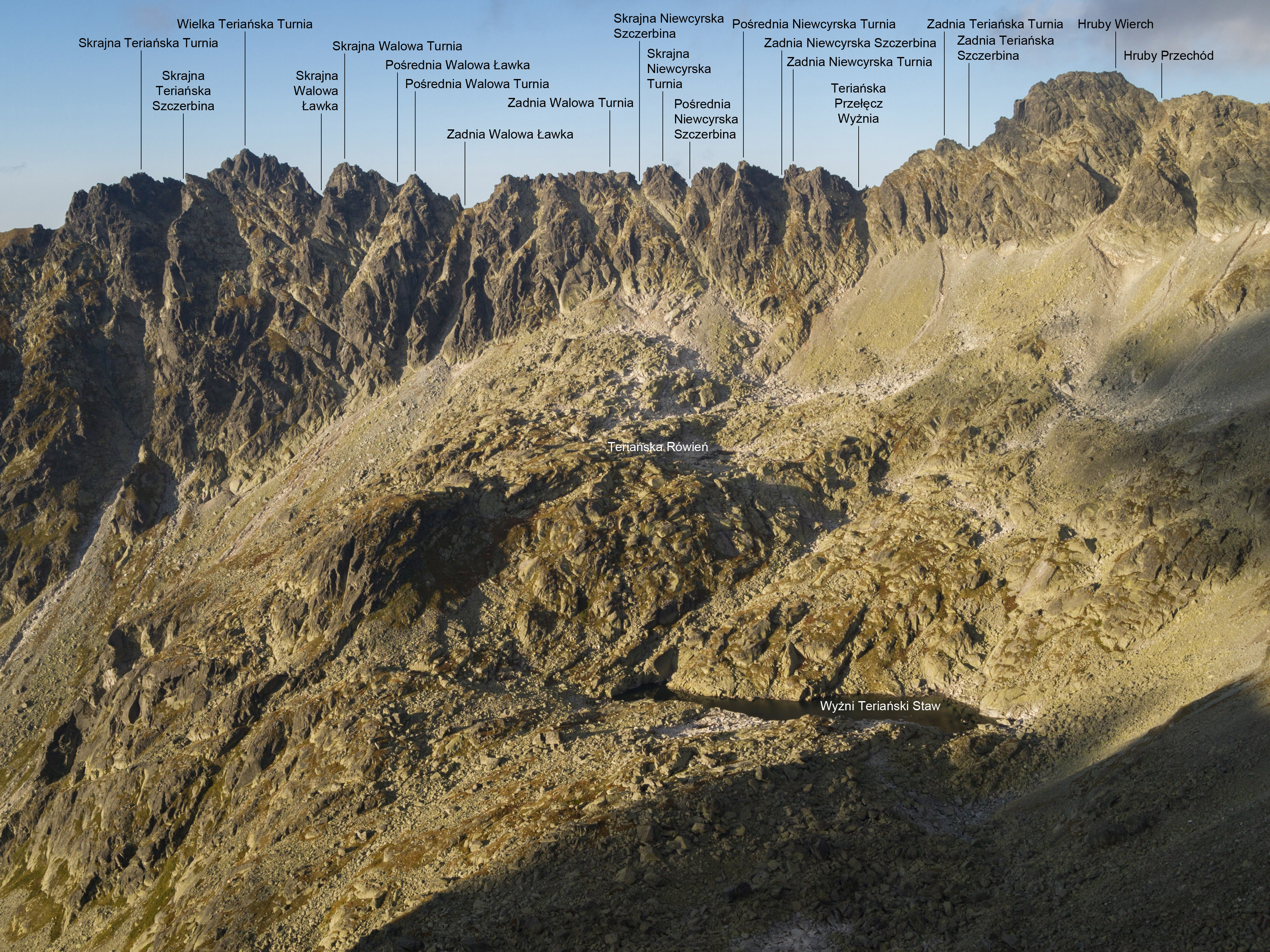
Widok z południowego wschodu
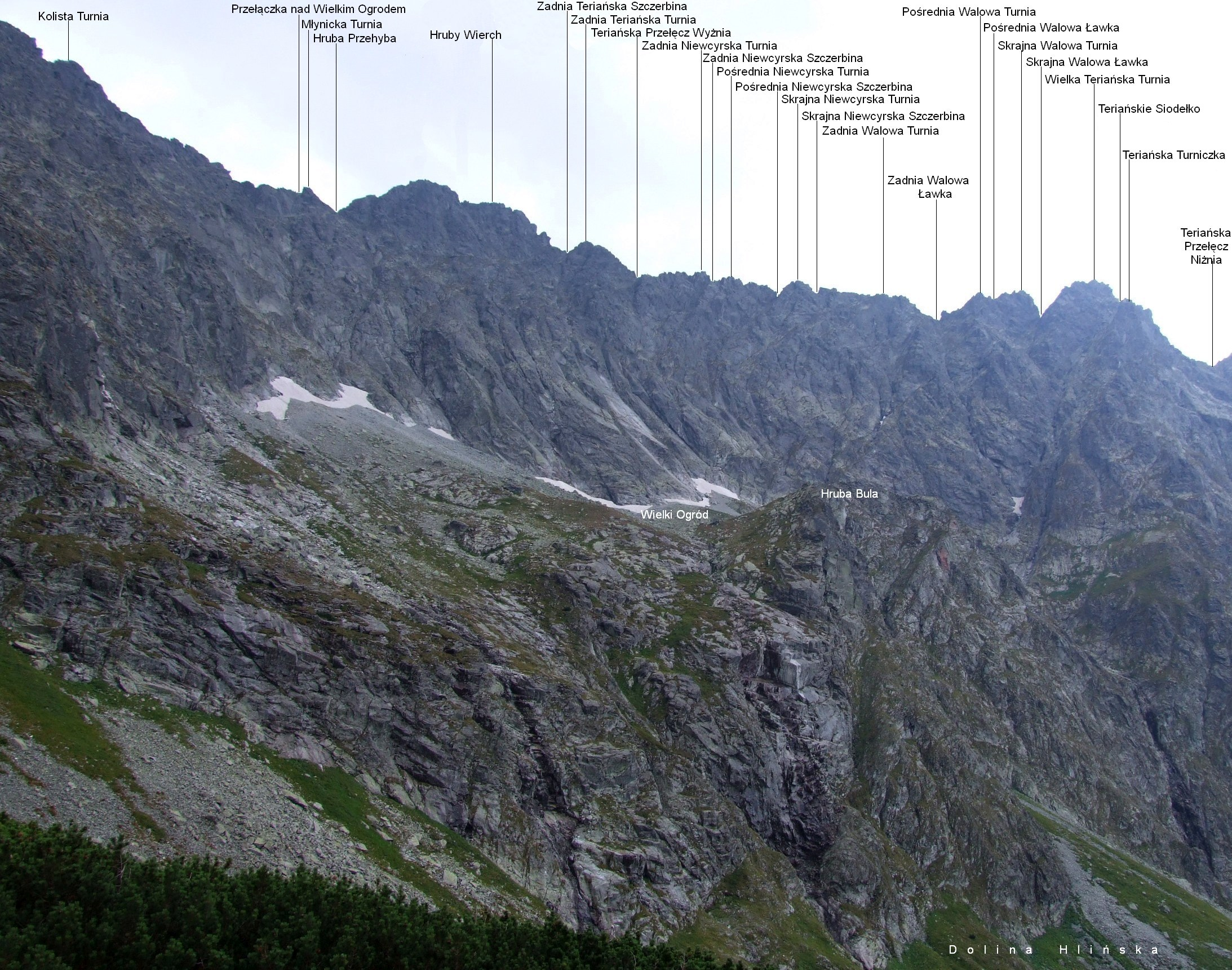
Widok z Doliny Hlińskiej